# Goniothalamus costulatus
Goniothalamus costulatus là loài thực vật có hoa thuộc họ Na. Loài này được Miq. mô tả khoa học đầu tiên năm 1861.